# Af Klint
af Klint (rikssvenskt uttal: [ˈɑːv ˈklɪnːt]) är en svensk adelsätt. Den härstammar från häradshövdingen Esaias Klint (1685–1740), vars son, översten vid amiralitetet och lotsdirektören Eric Klint, 1805 adlades med namnet af Klint. Han introducerades 1807 på Riddarhuset under nummer 2185.
Flera manliga medlemmar av ätten har varit framstående sjömilitärer. Ett sjömätningsfartyg, HMS Gustaf af Klint har uppkallats efter kartografen och viceamiralen med detta namn. 
På kvinnosidan utmärker sig konstnären Hilma af Klint, vars abstrakta måleri vunnit internationell uppskattning.

## Släktträd i urval
- Eric af Klint (1732–1812), överste i flottan, lotsdirektör och vice landshövdeing 
  - Gustaf af Klint (1771–1840), viceamiral och kartograf
    - Eric Gustaf af Klint  (1801–1846), kapten
    - Fredrik Victor af Klint (1822–1898), kommendör
      - Gustaf af Klint (1858–1927), konteramiral
        - Erik af Klint (1901–1981), viceamiral
        - Börje af Klint (1903–1989), kapten, direktör
        - Viktor af Klint (1904–1986), kommendör

      - Hilma af Klint (1862–1944), konstnär

  - Carl af Klint (1774–1840), konteramiral 
    - Eric af Klint (1813–1877), generallöjtnant och politiker
    - Otto af Klint (1815–1878), överste

  - Eric af Klint (1781–1847), kapten
    - Eric af Klint (1816–1866), linjeskeppskapten (kommendörs rang) i österrikisk tjänst